# Lepthyphantes lundbladi
Lepthyphantes lundbladi este o specie de păianjeni din genul Lepthyphantes, familia Linyphiidae, descrisă de Schenkel, 1938.
Este endemică în Madeira. Conform Catalogue of Life specia Lepthyphantes lundbladi nu are subspecii cunoscute.